# Zeyheria tuberculosa
Zeyheria tuberculosa, tajibo cabeza de mono, es una especie de planta con flor en la familia Bignoniaceae. 
Es endémica de Brasil. Está amenazada por pérdida de hábitat. Es de madera de alta calidad, y usado como árbol urbano.
Es un árbol de media altura, no más de 26 m, ramas tetragonales, hasta algo corchosas, glabras; hojas (3-)5 foliadas, 4-18 cm x 2-10 cm, muy pubescente y verde oliva en el envés, y en haz mucho menos y grisácea; flores diminutas, muy oscuras en contraste con sus hojas claras, compuestas, digitadas, pubescentes; florece de noviembre a enero.